# Phyllosticta diedickei
Phyllosticta diedickei är en svampart som beskrevs av Bubák & Syd. 1911. Phyllosticta diedickei ingår i släktet Phyllosticta och familjen Botryosphaeriaceae.   Inga underarter finns listade i Catalogue of Life.